# ريكي وليامز (لاعب كرة قدم أمريكية)
ريكي وليامز (بالإنجليزية: Ricky Williams)‏ هو لاعب كرة قدم أمريكية أمريكي، ولد في 29 أغسطس 1978 في دالاس في الولايات المتحدة.

## وصلات خارجية
- ريكي وليامز على موقع مرجع كرة القدم المحترفة.كوم (الإنجليزية)